# Muhammad Afzal (Ringer)
Muhammad Afzal (* 7. April 1939 in Teshig; † 21. April 2020 in New York City) war ein pakistanischer Ringer.

## Biografie
Muhammad Afzal trat bei den Olympischen Spielen 1964 in Tokio im griechisch-römischen Stil im Weltergewicht an, konnte jedoch keine Medaille gewinnen. Bei den Asienmeisterschaften belegte er 1988 den sechsten Rang.
Afzal starb am 21. April 2020 im Alter von 81 Jahren während der COVID-19-Pandemie in den Vereinigten Staaten an den Folgen einer SARS-CoV-2-Infektion in New York City.